# Carl Wilhelm Juch
Carl Wilhelm Juch (auch Karl Wilhelm Juch geschrieben; * 30. November 1774 in Mühlhausen/Thüringen; † 9. März 1821 in Augsburg) war ein deutscher Mediziner, Chemiker, Naturforscher und Apotheker.

## Leben
Carl Wilhelm Juch wurde als Sohn des Mühlhausener „Stadtphysikus“ (Arzt) und Hofrats Carl Christian Wilhelm Juch geboren. Carl Wilhelms Vater bestimmte seinen Sohn zum Apotheker, sodass er im Alter von zwölf Jahren eine sechsjährige Lehre in diesem Beruf begann. Anschließend studierte Juch zunächst für ein Jahr Medizin und Philosophie in Erfurt, unter anderem bei Johann Bartholomäus Trommsdorff und Johann Christian Lossius. Juch wechselte an die Universität nach Jena und studierte dort Medizin, Chirurgie, Philosophie, Chemie und Naturgeschichte, wobei er sich für die beiden letztgenannten Fächer besonders begeistern konnte. In Jena waren unter seinen Professoren Christoph Wilhelm Hufeland, Christian Gottfried Gruner und Lorenz Suckow. Nach drei Jahren in Jena wechselte Juch abermals den Studienort, diesmal für ein Jahr nach Berlin, dort hatte er als Dozenten unter anderem Christian Ludwig Mursinna, Sigismund Friedrich Hermbstädt und Johann Gottlieb Walter. In Berlin lernte Juch Johann Bartholomäus von Siebold, den Sohn des berühmten Mediziners Carl Caspar von Siebold, kennen, mit dem er, nach dem Ende des Studiums, eine Forschungsreise durch Deutschland unternahm. Anschließend arbeitete Juch unter Leitung des älteren Siebold für zwei Jahre im Würzburger Juliusspital. In Würzburg promovierte Juch auch im Jahre 1800. Nach seiner Promotion unternahm er naturhistorische Reisen durch Ungarn, Böhmen, Tirol und Italien. Nach dem Tod Johann Christian Conrad Ackermanns wurde Juch im Oktober 1801 zu dessen Nachfolger als Professor für Medizin und Chemie an die Universität Altdorf berufen. Jedoch blieb er nicht lange in Altdorf, sondern wechselte bereits 1805 als Gymnasialprofessor für Chemie, Technologie und Naturgeschichte an die Knabenschule nach München. 1808 nahm er schließlich eine Stelle am Augsburger Polytechnikum an, verließ sie jedoch zum Jahreswechsel 1816/17 auf Grund seines Gesundheitszustandes.
Carl Wilhelm Juch war Mitglied in der Botanischen Gesellschaft zu Regensburg, der Physikalischen Gesellschaft Jena, der physikalisch-mathematischen Gesellschaft Erfurt und der Mineralogischen Gesellschaft Jena.
Heute fast in Vergessenheit geraten, war Juch zu seinen Lebzeiten durch seine zahlreichen Werke und Aufsätze, die er in verschiedenen pharmazeutischen, medizinischen und naturhistorischen Zeitschriften veröffentlichte, sehr geschätzt und bekannt. Seine Übersetzung und Kommentierung der Pharmacopoea Borussica lieferte einen wichtigen Beitrag für die damalige Pharmazie.

## Schriften (Auswahl)
- Chemische Untersuchung des Mundspeichels. Erfurt 1797
- Ideen zu einer Zoochemie, systematisch dargestellt. Mit Zusätzen und einer Vorrede versehen von J. B. Trommsdorff. Hennings, Erfurt 1800
- Europens vorzüglichere Bedürfnisse des Auslandes und deren Surrogate botanisch und chemisch betrachtet. Stein’sche Buchhandlung, Nürnberg 1800 (Link)
- System der antiphlogistischen Chemie, nach den neuesten Entdeckungen. Stein’sche Buchhandlung, Nürnberg 1803 (Link)
- Anleitung zur Pflanzenkenntniß zum Gebrauche bey Vorlesungen in den Lyceen, und zum Selbstunterrichte für Liebhaber dieser Wissenschaft, besonders für Apotheker und Schullehrer entworfen; nebst einem Auszuge der Blumenlese des Königreichs Baiern. Joseph Lentner, München 1806 (Link)
- Pharmacopoea Borussica oder Preußische Pharmacopoe. Aus dem Lateinischen übersetzt und mit Anmerkungen und Zusätzen begleitet von Carl Wilhelm Juch. Stein’sche Buchhandlung, Nürnberg 1808 (Link)
- Vollständige und populäre Naturlehre für die Mittelschulen und den Real-Unterricht. Riegers, Augsburg 1814 (Link)
- Handbuch der Pharmazie nach den neuesten Erfahrungen besonders für jüngere Pharmazeuten entworfen. Stein’sche Buchhandlung, Nürnberg 1817 (Link)
- Abbildung und populäre Beschreibung von acht und vierzig Giftpflanzen, für Jedermann, der nicht Botaniker ist. Martin Engelbrecht, Augsburg 1819 (Link)
- Ueber den Tobak, vorzüglich etwas über dessen Geschichte, Kultur und der dadurch hervorzubringenden Veredlung, Fabrikation des Rauch- und Schnupftobaks im Kleinen und im Großen. Jenisch, Augsburg 1821 (Link)